# Sublimator

Prosty aparat do sublimacji: 1,2 - doprowadzenie i odprowadzenie wody do palca chłodzącego, 3 - oliwka, 4 - zbiornik, 5 - kryształy wyodrębnianego związku, 6 - oczyszczana mieszania, 7 - ogrzewane

Sublimator – sprzęt laboratoryjny lub urządzenie przemysłowe służące do oczyszczania i wyodrębniania związków chemicznych za pomocą sublimacji.
Sublimator laboratoryjny składa się ze zbiornika, w którym się umieszcza stałą mieszaninę, chłodnicy laboratoryjnej w kształcie palca, oraz   oliwki lub kranika, do którego przyłącza się wąż od pompy próżniowej. Zbiornik ze stałą mieszaniną ogrzewa się do temperatury, w której zachodzi sublimacja przy danym ciśnieniu dla związku chemicznego, który chce się wyodrębnić. Ciśnienie reguluje się przy pomocy pompy próżniowej i reduktora. Sublimujący związek osadza się na palcu chłodzącym w postaci kryształów. Po zakończeniu procesu ostrożnie wyciąga się palec chłodzący wraz z osadzonymi na nim kryształami i zdrapuje je do innego naczynia.
Oczyszczanie przez sublimację jest zwykle bardziej czasochłonne od destylacji i oczyszczania na kolumnach sorbcyjnych. Sublimatory umożliwiają jednak wyodrębnianie związków chemicznych, których nie można stopić, gdyż rozkładają się one zanim osiągną temperaturę topnienia, lub których temperatura topnienia jest na tyle wysoka, że w warunkach laboratoryjnych trudno ją osiągnąć. 